# Луйк, Терье
Терье Луйк (род. 13 апреля 1941, Таллин) — советская эстонская непрофессиональная актриса, известная по главной роли фильма «Озорные повороты».

## Биография
Родилась 13 апреля 1941 года в Таллине.
В 1959 году окончила школу, в школьные годы она занималась балетом и музыкой.
В том же году на киностудии «Таллинфильм» снялась в главной роли в фильме «Озорные повороты», получивший такой успех, что через два года было решено снять цветную панорамную версию под названием «Опасные повороты»; актриса была удостоена премии за лучшую женскую роль на II-ом Кинофестивале республик Прибалтики, Молдавии и Белоруссии (Рига, 1960), критикой отмечался «талант молодой артистки, сумевшей при внешнем сходстве своих героинь (она играет в фильме роли обеих сестёр-близняшек) показать различие их характеров» («Искусство кино», 1960).
В 1960—1961 годах снялась в эпизодических ролях в паре фильмов киностудии «Таллинфильм».

Терье Луйк в роли Людмилы Добрыйвечер

В 1961 году была утверждена на главную роль фильма «Королева бензоколонки» на её кандидатуре настаивал начинавший снимать фильм молодой режиссёр Николай Литус, с ней уже был отснят материал, но на рабочем просмотре дирекция Киностудии имени А. Довженко приняла решение снять Луйк с роли, поскольку та «слишком интеллигентна, холодна» и комедии с ней не получается.
Продолжать карьеру киноактрисы не стала.
В 1962 году вышла замуж и переехала в Москву, где окончила педагогический институт и три года работала учителем.
С 1965 года работала режиссёром передач Центрального телевидения СССР, заочно окончив Ленинградский государственный институт кинематографии.
После распада СССР в 1991 году вернулась в Эстонию, работала учителем русского языка в гимназии Юуру, потом в сельской средней школе волости Рапла.
На 2015 год жила у себя на хуторе в 70 км от Таллина, ведя сельское хозяйство, оба сына уехали в США.

## Фильмография
- 1959 — Озорные повороты / Vallatud kurvid — Вайке и Марет
- 1960 — Семья Мяннард / Perekond Männard — Хельми Нейдер
- 1961 — Опасные повороты / Ohtlikud kurvid — Марика и Эллен
- 1961 — Чёртова дюжина / Maizes ducis — пассажирка